# Jean-Pierre Cagnat
Pour les articles homonymes, voir Cagnat.
Jean-Pierre Cagnat est un dessinateur français né à Clermont-Ferrand (Puy-de-Dôme) le 9 novembre 1946.

## Biographie
Il étudie au Lycée Blaise-Pascal de Clermont-Ferrand avant d'aller à la Faculté de Droit et en même temps à l'Ecole nationale des Impôts. Peu de temps après, il va aux Beaux-Arts de Clermont-Ferrand et de Rennes. Il devient professeur de dessin au collège de Juilly, et ce pendant cinq années. Après trois ou quatre dessins publiés par Le Canard enchaîné, il commence à piger irrégulièrement au quotidien Le Monde. En plus de travailler pour le célèbre quotidien français, il est régulièrement amené à collaborer pour L'Événement du jeudi, La Recherche, National Geographic, Marianne ou L'Express.
Il est par ailleurs cofondateur et président d'honneur de la Société Sherlock Holmes de France et membre des Baker Street Irregulars de New-York depuis 1994.

## Publications

### Ouvrages personnels
- Les Grotesques, éditions Syros (1979)
- Noir, éditions Manya (1992)
- Un voyage à Lagrasse, éditions Verdier (1996)
- It Is Always A Joy..., éditions Mycroft's Brother (2002)
- Retour à Montecristo, éditions Séquences (2005)
- Au village... Un été en Corse, éditions Albiana (2011)
- Petits et méchants, éditions Le Castor Astral (2012)
- Le bordel d'Avignon, éditions Baker Street (2014)

### Livres illustrés par Jean-Pierre Cagnat
- L'Humour des cocos, Daniel Zimmermann, éditions Manya (1991)
- La Saga du vivant. La grande aventure de l'homme et de l'univers, Ana Alter, éditions Verdier (1996)
- Exercices de stèle, Patrice Delbourg, éditions du Félin (1996)
- Barbizon (Japon), Alain Dugrand, éditions Verticales (1998)
- Chassez le naturiste, il revient au bungalow, Patrice Delbourg, éditions Les Belles Lettres (1999)
- L'Arbre curieux, Térence Mahier, éditions Territorial (2004)
- No Smoking, Pierre Doncieux, éditions Fitway (2004)
- Histoires pour Camille, François Caradec, éditions Gallimard Jeunesse (2004)
- No Low Batt, Pierre Doncieux, éditions Fitway Publishing (2005)
- Les Recettes de maman pour étudiants et autres célibataires, Dominique Ayral, éditions Fitway Publishing (2005)
- Les Cinq diamants du diable, François Caradec, éditions Gallimard Jeunesse (2005)
- Le Voleur de lettres, François Caradec, éditions Gallimard Jeunesse (2009)
- La Vendetta de Sherlock Holmes, Ugo Pandolfi, édition Albiana (2010)